# Distrito electoral de Upper Driftwood
Upper Driftwood (en inglés: Upper Driftwood Precinct) es un distrito electoral ubicado en el condado de Hitchcock en el estado estadounidense de Nebraska. En el Censo de 2010 tenía una población de 29 habitantes y una densidad poblacional de 0,31 personas por km².

## Geografía
Upper Driftwood se encuentra ubicado en las coordenadas 40°2′46″N 101°2′29″O / 40.04611, -101.04139. Según la Oficina del Censo de los Estados Unidos, Upper Driftwood tiene una superficie total de 93.49 km², de la cual 93.49 km² corresponden a tierra firme y (0%) 0 km² es agua.

## Demografía
Según el censo de 2010, había 29 personas residiendo en Upper Driftwood. La densidad de población era de 0,31 hab./km². De los 29 habitantes, Upper Driftwood estaba compuesto por el 96.55% blancos, el 0% eran afroamericanos, el 0% eran amerindios, el 3.45% eran asiáticos, el 0% eran isleños del Pacífico, el 0% eran de otras razas y el 0% pertenecían a dos o más razas. Del total de la población el 0% eran hispanos o latinos de cualquier raza.